# Wodca campagne
Een Wodca campagne is een campagne om minder alcohol te drinken, vooral in het verkeer. Het is een afkorting en staat voor: Weekend Ongevallen Door Controles Aanpakken.
Het is een veiligheidscampagne, vooral in de regio Antwerpen, waarbij gecontroleerd wordt op alcohol en drugsgebruik en buitensporige snelheid. Het begrip werd gelanceerd in het jaar 1994 door voormalig spoedarts Luc Beaucourt en de toenmalig gouverneur van Antwerpen C. Paulus. De gouverneur werd het boegbeeld van de campagne. Wodca werd spoedig een begrip, vooral onder jongeren. In 2011 startte een nieuwe versie, met de oproep om niet in te stappen bij dronken chauffeurs. Deze grootschalige controles hebben het aantal doden, gewonden en dronken chauffeurs doen dalen. In 2012 waren er 11 doden, terwijl dat er in 2002 nog 40 waren. Ook na 2022 gaan deze controles nog steeds door, al dan niet in combinatie met de Bob-campagne.